# 岡山県道266号長尾児島線
岡山県道266号長尾児島線（おかやまけんどう266ごう ながおこじません）は、岡山県玉野市から倉敷市に至る一般県道である。

## 概要
玉野市長尾と倉敷市児島田の口5丁目を結ぶ。倉敷市児島地区東部と玉野・岡山方面を結ぶ役割を担う路線である。
児島地区東部の田の口旧市街の中を加茂路峠に向かい登っていく。王子が岳北部の丘陵地を縫うように走り、玉野市長尾地区に至る。

### 路線データ
- 起点：岡山県玉野市長尾（長尾交差点、岡山県道62号玉野福田線上、岡山県道427号槌ヶ原日比線交点）
- 終点：岡山県倉敷市児島田の口5丁目（国道430号交点）

## 路線状況

### 重複区間
- 岡山県道62号玉野福田線（玉野市長尾・長尾交差点（起点） - 玉野市滝・滝交差点）

### 道路施設

#### 橋梁
- 鴨川橋（鴨川、玉野市、岡山県道62号玉野福田線重複区間内）
- 滝川橋（滝川、玉野市）
- 永井橋（鴨川、玉野市）
- 西橋（鴨川、玉野市）

## 地理

### 通過する自治体
- 玉野市
- 倉敷市

### 交差する道路
| 交差する道路                                                  | 市町村名 | 交差する場所       | 交差する場所      |
| ------------------------------------------------------------- | -------- | ------------------ | ----------------- |
| 岡山県道62号玉野福田線 重複区間起点 岡山県道427号槌ヶ原日比線 | 玉野市   | 長尾               | 長尾交差点 / 起点 |
| 岡山県道62号玉野福田線 重複区間終点                           | 玉野市   | 滝                 | 滝交差点          |
| 岡山県道268号白尾塩生線                                       | 倉敷市   | 児島白尾（しろお） |                   |
| 国道430号                                                     | 倉敷市   | 児島田の口5丁目    | 終点              |

### 沿線
- 玉野警察署 長尾駐在所
- 倉敷市立琴浦東小学校